# 軽駆逐戦車ヘッツァー

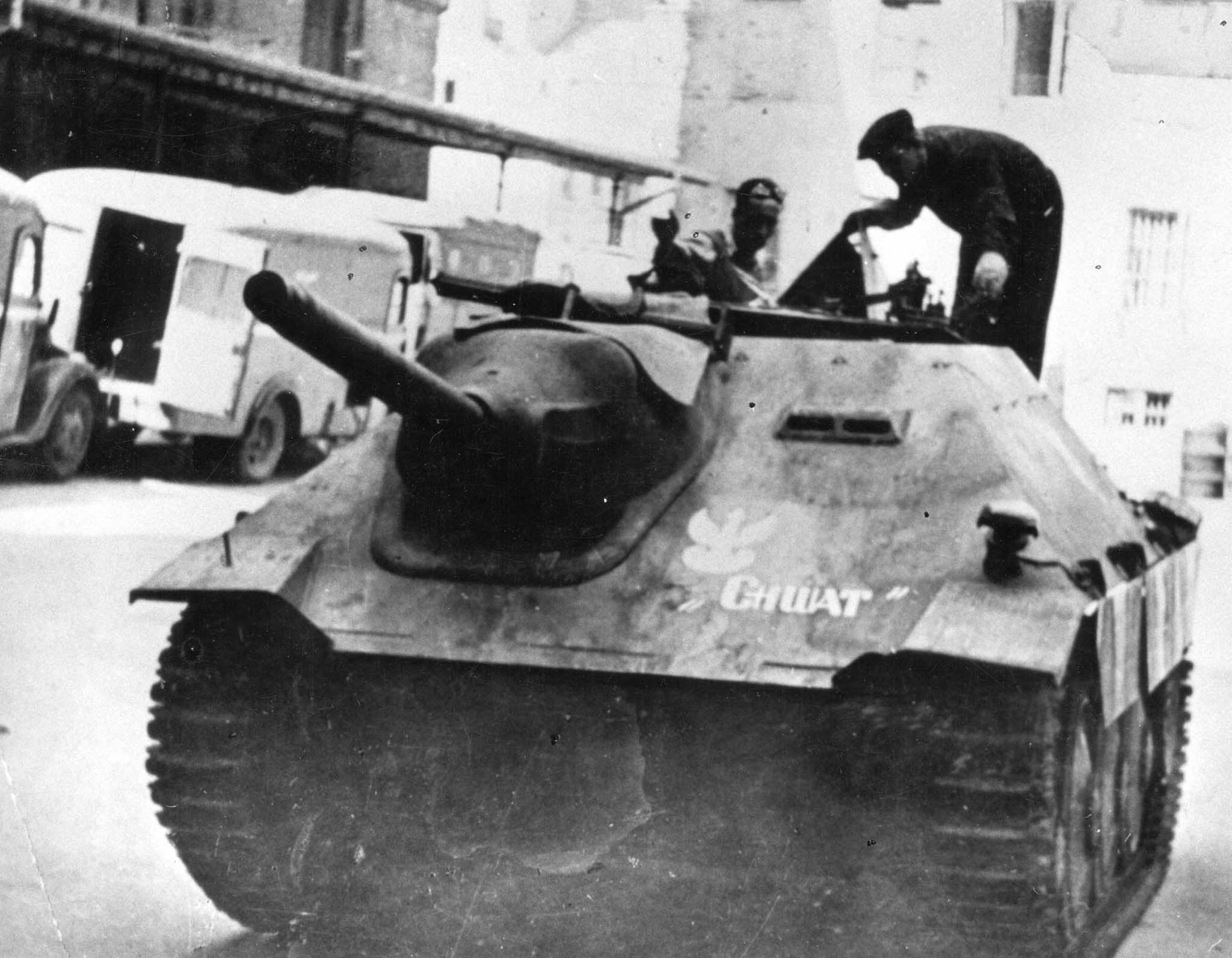
初陣で失われ、修理後ポーランド国内軍に使用されるヘッツァー初期型（生産ナンバー21078）。車体前面に書かれた「フファット」(Chwat)の愛称は、本車を回収した下士官の名からとられたもの。

38式軽駆逐戦車ヘッツァー（けいくちくせんしゃヘッツァー）は、第二次世界大戦時のドイツの駆逐戦車。ドイツ語では Jagdpanzer 38(t)と呼ばれる。制式番号は Sd.Kfz.138/2 。ヘッツァー（独：Hetzer, 狩りの勢子）というニックネームは本来、次世代軽駆逐戦車であるE-10もしくはE-25計画用のものであったが、いつの間にか本車のものになっている。また、先に設計されたルーマニアのマレシャル駆逐戦車が、デザイン上の参考になっているとの説もある。

## 概要
もともとはIII号突撃砲を生産するベルリンのアルケット社工場が爆撃され生産停止に陥った際、ドイツ陸軍最高司令部から、チェコのBMM社（ČKD社が再編されたもの）に同突撃砲の生産が代行できないかと打診されたのが開発のきっかけであった。1943年12月6日、BMM社には重量24トンの突撃砲を持ち上げ移動できる機材や組み立てスペースが無く、より小型の車輌しか生産できないと報告されたアドルフ・ヒトラーは同月17日に、新たに同社から提案された、38(t)n.A.偵察戦車のコンポーネントを使う13トン級軽突撃砲（後に小型駆逐戦車）を生産することに同意した。　　第二次世界大戦末期のドイツに最も合致した戦車とも言われる。
足回りの形状が酷似しているため、古い資料では従来型の38(t)系からの流用という間違った解説が多かったが、実際は38(t)戦車の発展型であり、II号戦車L型ルクスとの競争に敗れ不採用となった「新型38(t)戦車」（38(t)　n.A.。n.A.は新型を意味する neuer Artの略称）からの部品流用である。転輪の直径（775mmから825mmへ）や起動輪の歯数（19から20へ）、誘導輪の形や直径（535mmから620mmへ）、履帯のパターン・幅（290mmから305mmへ）、シャーシのサイズなどが異なっており、これらは従来型38(t)系には使われていない部品だった。他にも、リーフスプリング式サスペンションは、38(t)系自走砲専用車台と同じ7mm厚板バネ16枚のタイプであるが、ノーズヘビー気味であったため1944年9月から前半部は9mm厚のものに変更された。この足回りに新設計のシャーシ、傾斜した装甲を持つ戦闘室と48口径の75ミリ対戦車砲（7.5 cm PaK 39）を搭載した軽駆逐戦車がヘッツァーである。
本車は安価（54,000ライヒスマルク、IV号戦車の半額に近い）で生産性も意識され、最優先事項とされたこともあり、わずか4ヶ月で設計を終えた。そして実物大木型模型すら完成していない1944年1月18日の段階で1,000輌が発注され、後に月産1,000輌が目標とされたが、1年足らずの生産期間で完成したヘッツァーはBMM社で2,047輌（回収戦車型やシュタールを含む）以上、シュコダ社で780輌以上だった。
ヘッツァーは実質的に戦車ではなく、厚い前面装甲と気休め程度の側・後面装甲に囲まれ、自走能力を持った対戦車砲にすぎない。それでも、傾斜装甲を取り入れ、防御力もいくらか向上させようと努力はしているが、その代償として、戦闘室内は大変狭く、また主砲が中心線を外れて装備されている関係で重量バランスも悪く、さらにエンジン出力が低く履帯の幅が狭いこともあり、重量やサイズから連想されるほど路外機動性は良くなかった。実際、車内レイアウトの関係上、車体右側が死角となり、他の乗員と隔離され後方に位置する戦車長からの前方視界は悪く、車内の狭さと合わせ、当時の乗員からの評判は良くなかった。この死角が原因で、個々に攻撃支援など行おうものなら弱い側面を突かれてたちまち撃破され、初陣であるワルシャワ蜂起の市街戦でも、ポーランド国内軍兵士の火炎瓶攻撃により失われている。敵戦車を待ち伏せ小隊単位で互いの死角を補い合い、単一の敵に集中砲火を浴びせ確実に仕留めていく「パックフロント」戦術こそが正しい本車の戦法であり、機動防御に本領を発揮した。
本車はドイツ陸軍の軍直轄戦車駆逐大隊、歩兵・国民擲弾兵師団の対戦車猟兵中隊、武装親衛隊の装甲擲弾兵師団に配備されたほか、75輌がハンガリー軍に供与されている。
軽駆逐戦車としての性能や運用については評価が分かれるものの、少なくとも、III号突撃砲の代替品あるいは後継という点では成功したと言える。戦後もドイツ軍向けだった生産ラインを用いて（多くはドイツで生産されていた、遠隔操作ではなく車内から直接操作される『リモコン機銃』の在庫が足りず装備していなかったが）ST-Iの名で150輌が追加生産され、非武装の訓練型ST-IIIも50輌が作られた。
1946年にはスイス陸軍がG-13の名で採用、チェコでは主砲であるPaK39が生産されていなかったため、代わってIII号突撃砲用のStuK40が装備され、同時に車内レイアウトや乗員配置を改善、戦車長と装填手の配置が入れ替わっている。外見的には主砲のマズルブレーキがあり、上部のリモコン機銃の代わりに装甲カバー付き旋回式ペリスコープを装備、またスイスオリジナルのMG-38用対空銃架を装備したものもあり、さらに側面に搭載された予備転輪と予備履帯により、ヘッツァーとの識別は容易である。シュコダ社により1950年までに158輌が作られ、戦争映画ではヘッツァー役で登場することもあり、また博物館にある稼動ヘッツァーとされる物の一部には、G-13の外見をヘッツァー風に改造したレプリカもある

## バリエーション

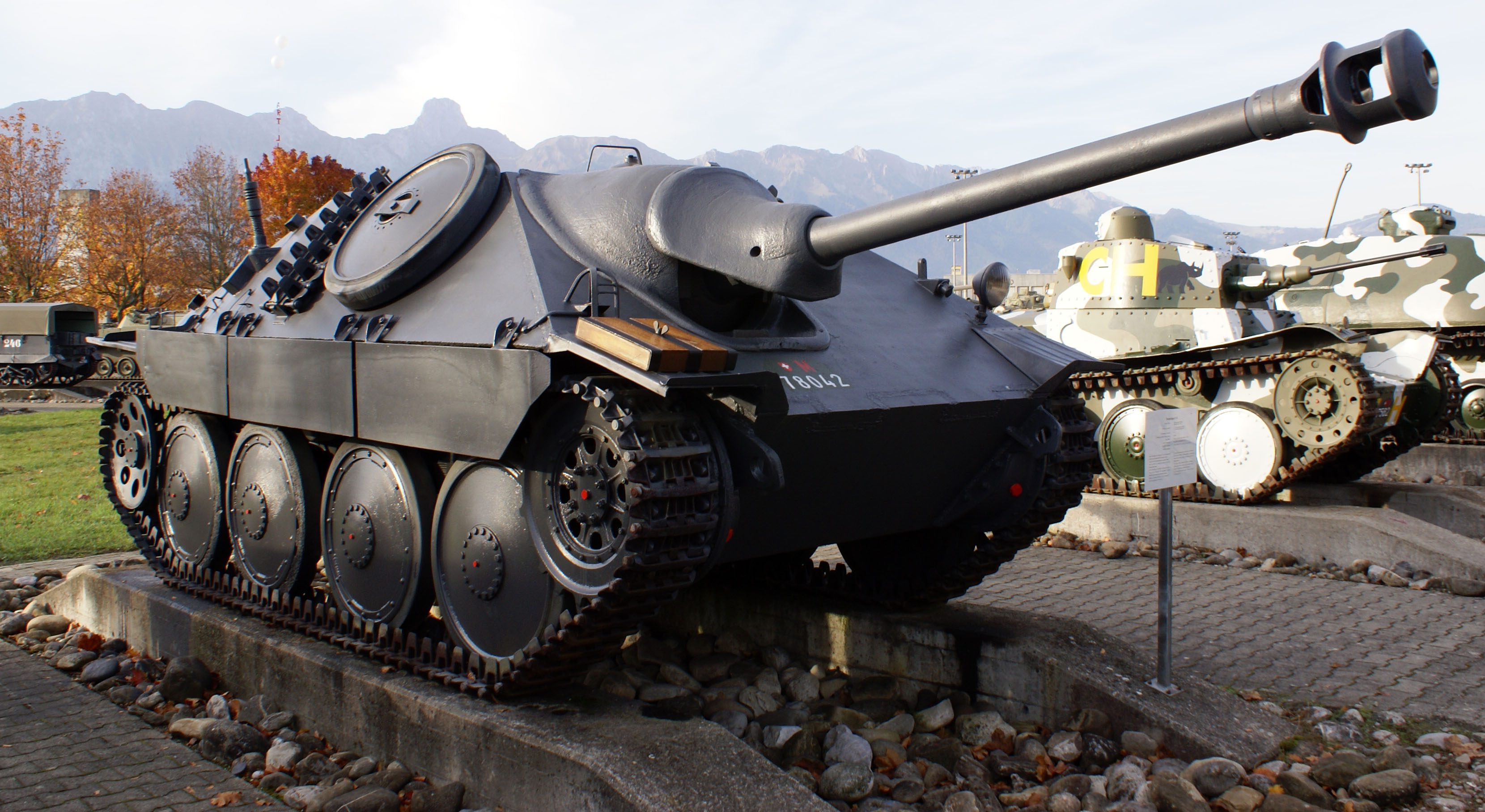
スイス陸軍のG13

38式回収戦車
Bergepanzer 38(t)
1944年5月から181輌が生産された、ヘッツァーと共通のコンポーネントで構成された戦車回収型。他に修理に戻ってきたヘッツァーから改造されたもの等が64輌あった。ヘッツァー装備の一個戦車駆逐中隊（定数14輌、後に不足のため10輌）につき1輌が配備された。
オープントップで、エンジンや主砲の交換に使う組み立て式ジブクレーンを備えている。しかしヘッツァー同様にエンジンパワーが不足気味で、故障・損傷車を牽引した状態では傾斜4度以上の坂を上れず、泥濘地など履帯が沈むような悪路では牽引そのものが不可能であった。
42/2式10.5cm突撃榴弾砲
StuH42/2
42式10.5cm突撃榴弾砲の後継
15cm重歩兵砲搭載 38式駆逐戦車
Jagdpanzer 38(t) sIG33/2
オープントップ化された車体に15cm sIG33/2を搭載した歩兵の直接火力支援用自走砲型、生産終了したグリレの後継。記録では6輌が新規生産され、39輌が修理に戻ってきたヘッツァーから改造されたとされるが、今のところ実戦部隊で運用中の写真は確認されていない。
38式火焔放射戦車
Flammpanzer 38(t)
「ラインの守り作戦」での使用を念頭に、ヒトラーの要求で開発された火炎放射型。20輌のヘッツァーから主砲など装備を撤去し改造、700リットルの燃料タンクと放射器を搭載した。第352および353装甲火炎放射中隊に編成され、「北風作戦」で実戦投入された。他、38式回収戦車から改造され、戦後チェコ軍装備となったものが2輌あった。
38式駆逐戦車 固定砲架（シュタール）型
Jagdpanzer 38(t) Starr
ヘッツァーの主砲からカルダン枠砲架と駐退復座器のシリンダーを省略してリジット式砲架に搭載し、その反動を車体全体で抑える簡易生産型で、3000輌の量産計画があった。試験の結果、通常型に比べ車体が受け止める反動は15から29%程増えただけであったが、負荷で砲そのものの寿命が短くなったり、旋回ハンドルを通じて衝撃が砲手の手に伝わり痺れさせるなどの問題も発生した。主砲の取り付け位置は、低くやや中央よりとなった。
44年半ばには試作車が完成していたが、通常型の量産が軌道に乗っていたので、シュタール型はすぐには量産されなかった。大戦末期に試作車と先行量産車合わせて14輌が完成、一部が実戦参加している。14輌目はタトラ928ディーゼルエンジンを搭載した、38(d)式駆逐戦車計画のための試作車でもあった。
戦後、BMM車が残されたパーツで14輌を組み上げ、うち半数は従来型同様のPaK39が搭載された。
38(d)式駆逐戦車
Jagdpanzer 38(d)
タトラ928ディーセルエンジン（180hp）搭載型。大戦末期の計画車両。量産はされず。
38式偵察戦車
オープントップの回収戦車の車体に、24口径7.5cm砲K51を搭載した威力偵察用戦車で、1944年9月末に完成したが、試験を受けたものの量産されなかった。同じく回収戦車にFlaK38機関砲を搭載したタイプもあった。
ST-Iチェコスロバキアでの名称。最後期型とほぼ同仕様。
G13

スイス向けにシュコダ社が生産したモデル。主砲をIII号突撃砲の48口径7.5cm砲StuK40に換装、車外に予備転輪ラックや折りたたみ式機銃架を追加した他、車内レイアウトを変更している。
PM-1 火炎放射戦車
チェコスロバキアが、ヘッツァーの主砲を撤去して開口部を塞ぎ、天板上面に、火炎放射器を装備したLTvz.38の砲塔を載せ、火炎放射戦車に改造した試作車両。1946年に開発を開始したが、1956年に計画中止。

## 現存車両
大量生産されたため、第二次大戦期のドイツ軍駆逐戦車中最も多くの車両が現存している。また中にはスイスのG-13を改造した車両も存在するほか、個人所蔵の車両も多い。

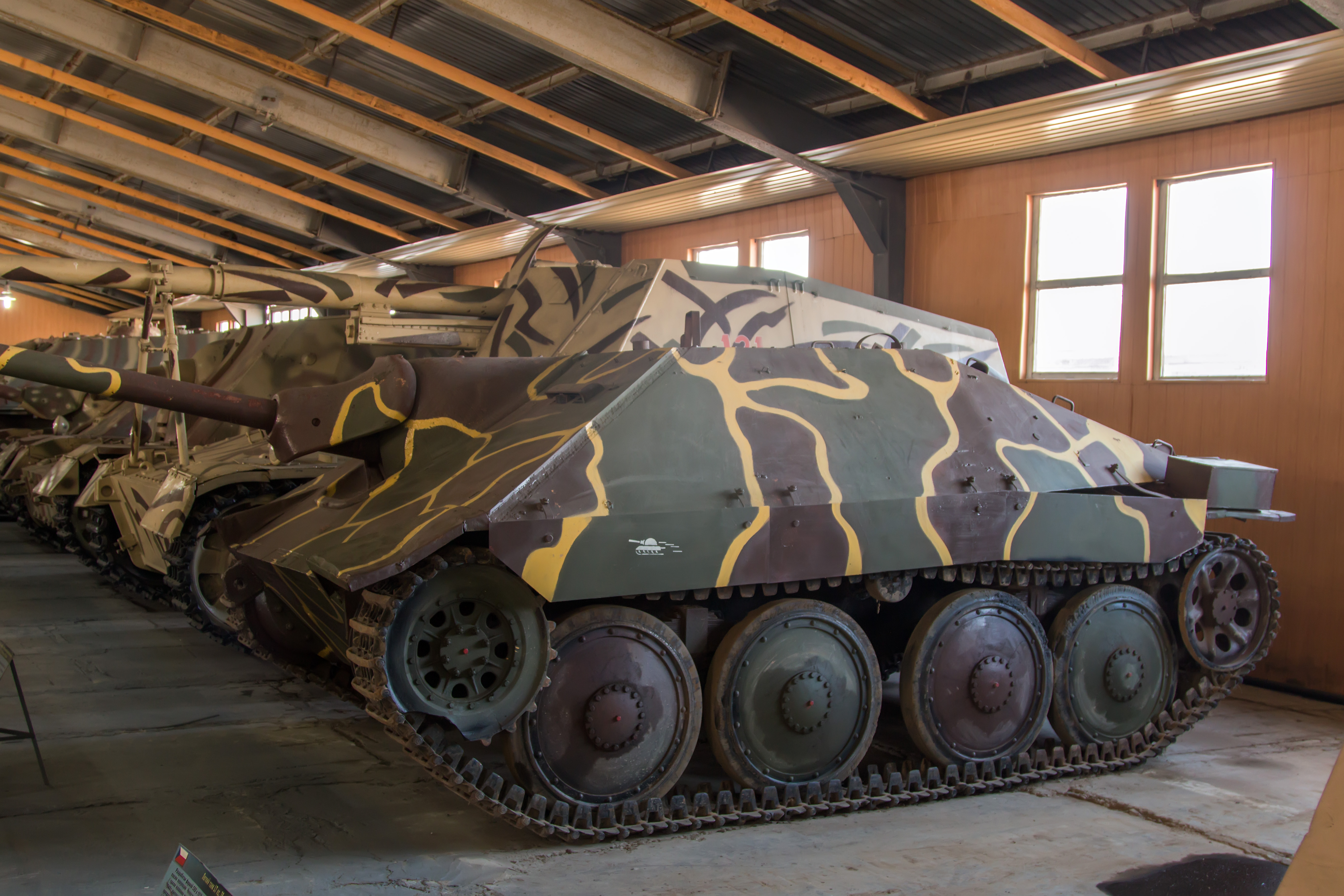
クビンカ戦車博物館
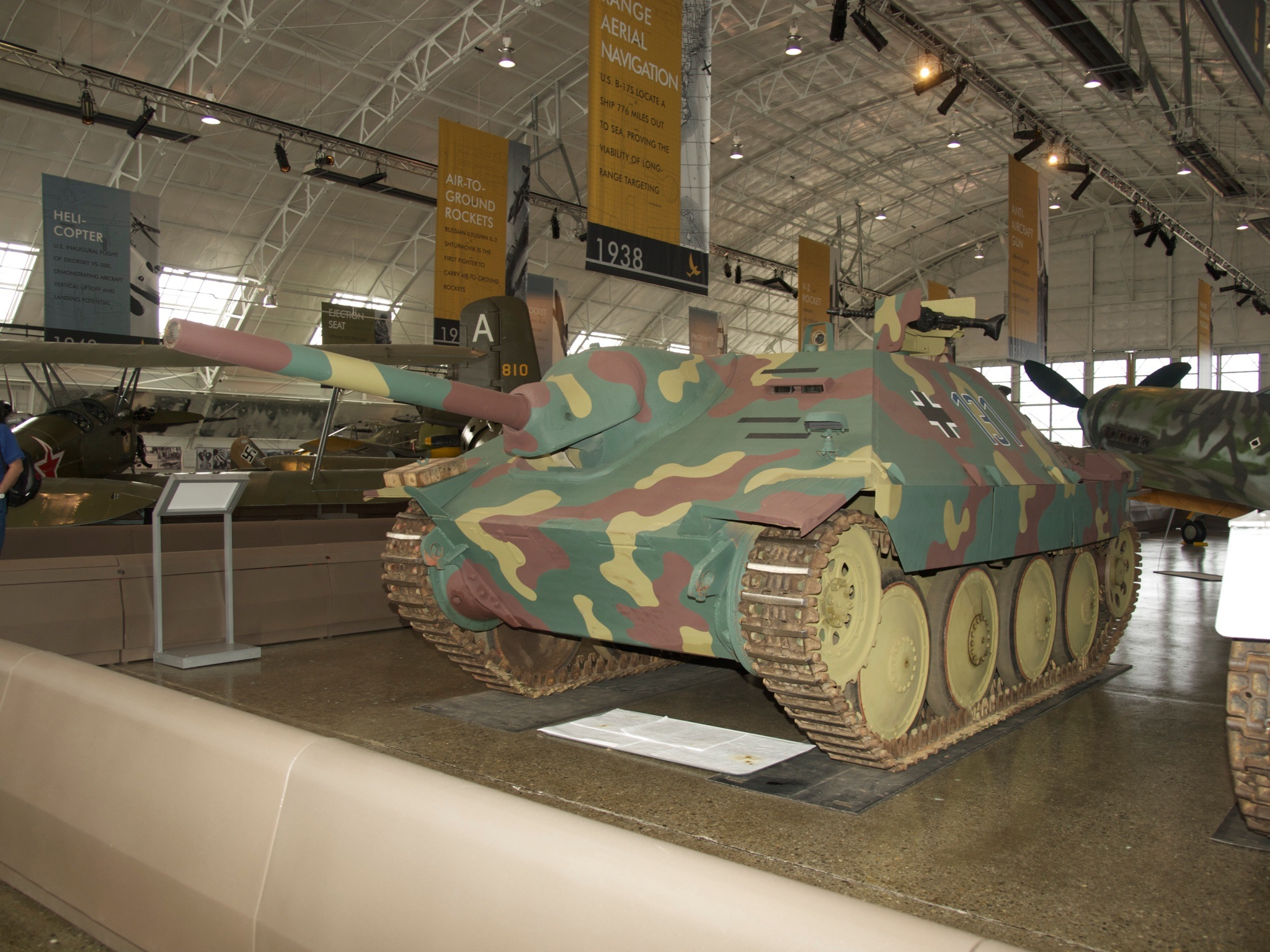
フライング・ヘリテージ・コレクション
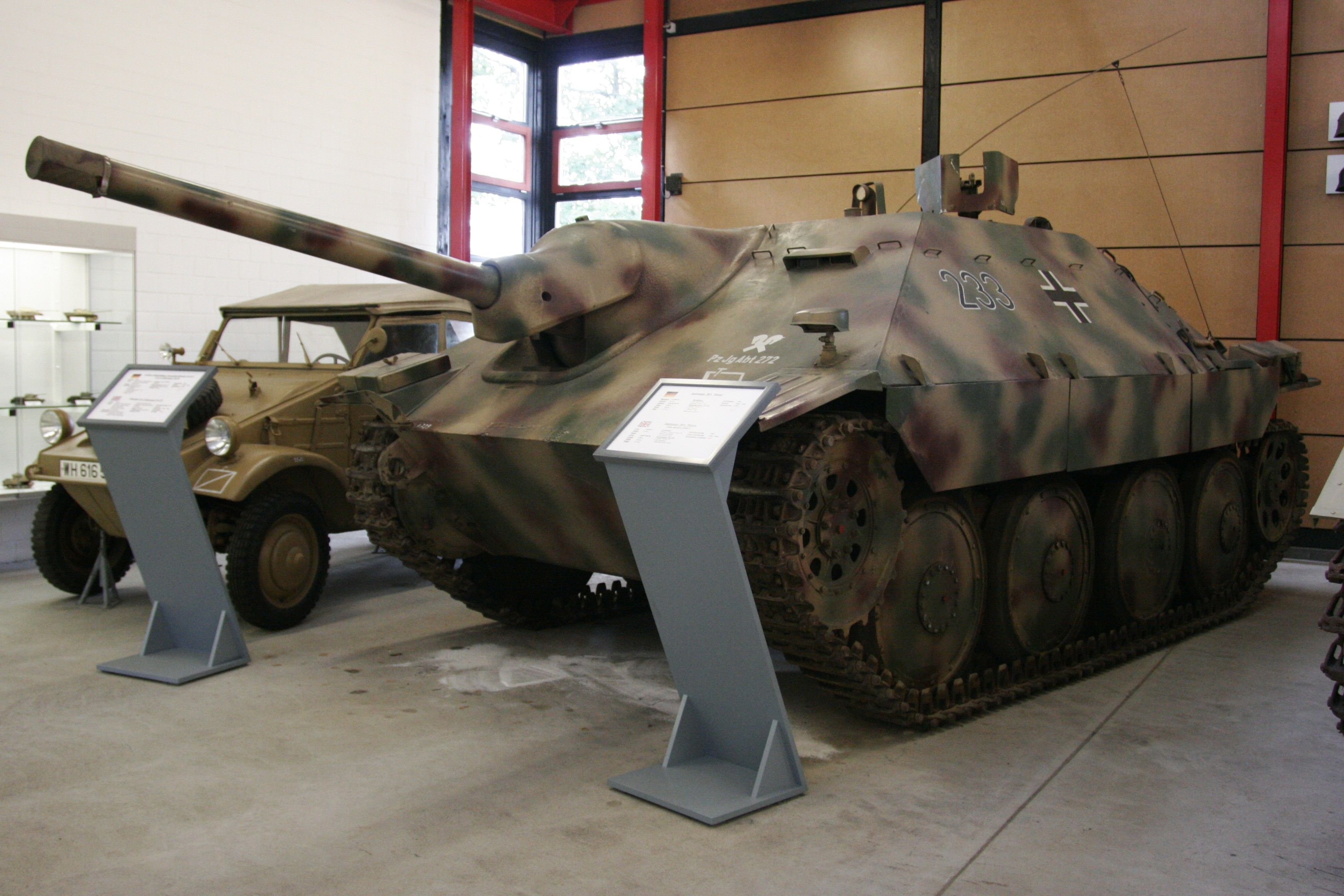
ムンスター戦車博物館
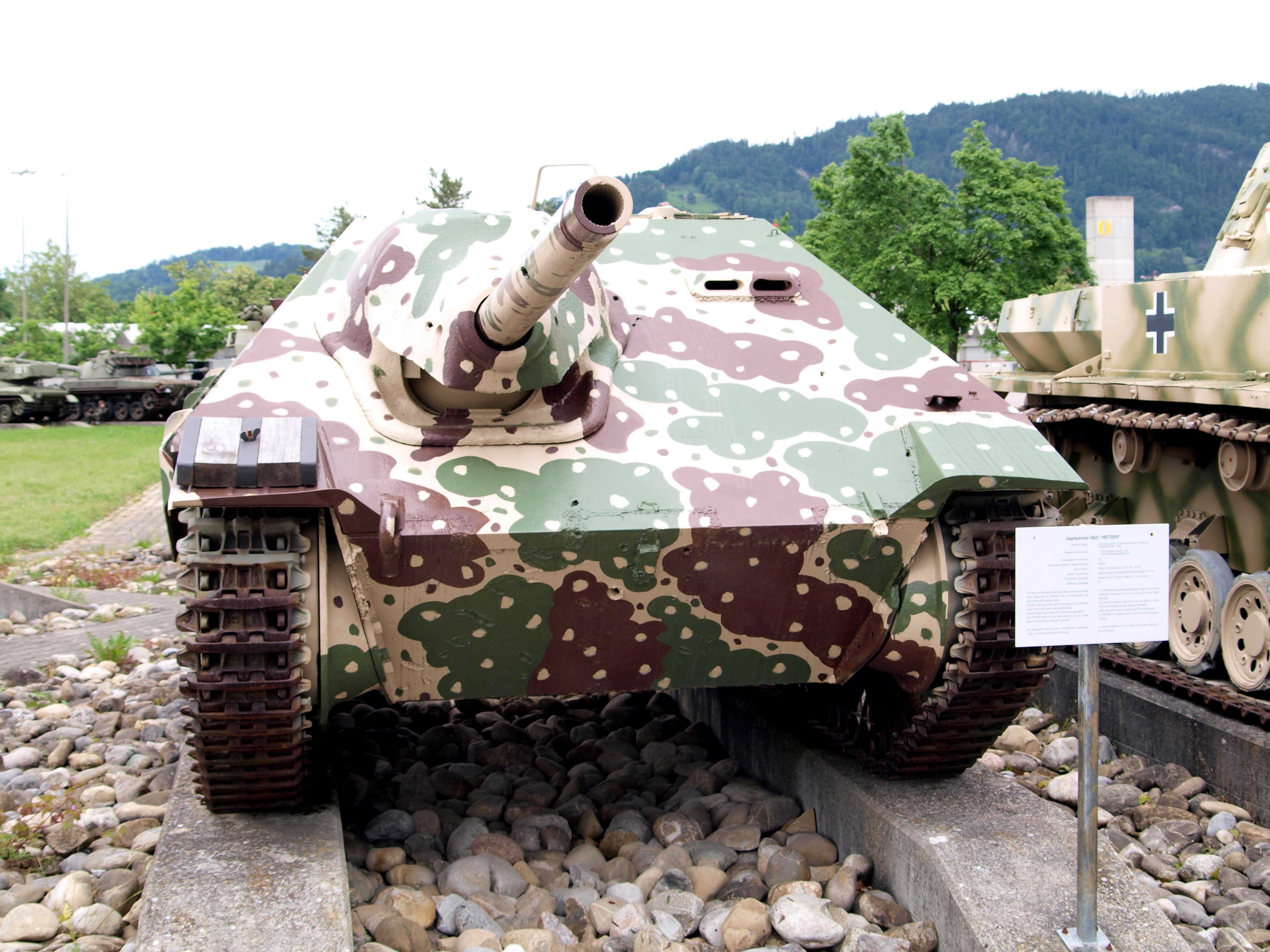
トゥーン戦車博物館
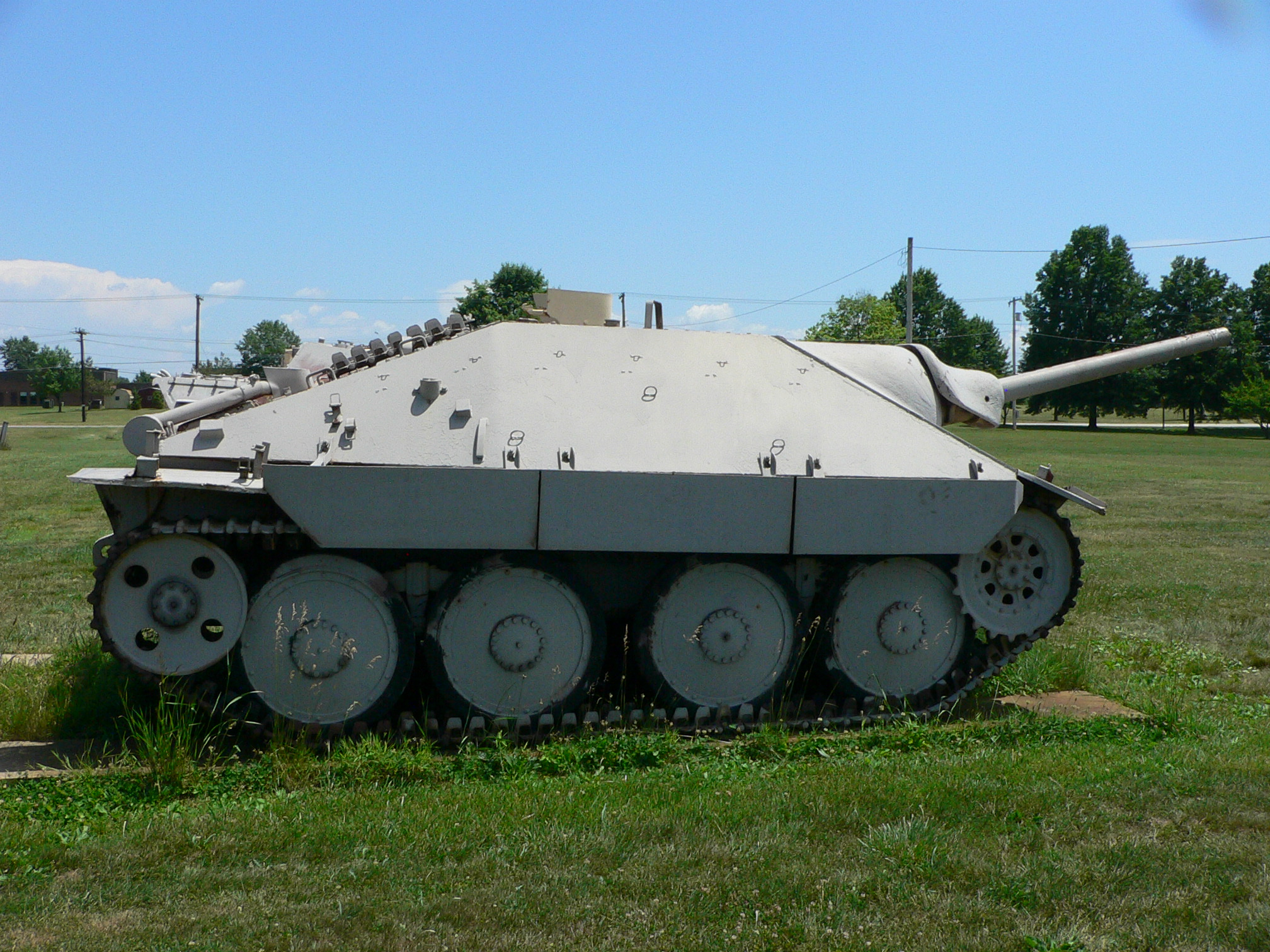
アメリカ陸軍兵器博物館